# Helophorus fulgidicollis
Helophorus fulgidicollis is een kever uit de familie van de spinnende waterkevers (Hydrophilidae). De wetenschappelijke naam werd gepubliceerd in 1860 door Motsjoelski. 

## Verspreiding en leefgebied
Helophorus fulgidicollis komt vaak voor op zilte graslanden dicht bij de kust. Zilte graslanden zijn zeer zoute stukken aarde begroeid met grassen en kruiden. Er zijn met putten waar water in staat te vinden. Dit kunnen kreken zijn, maar ook plassen van een paar centimeter diep. Deze waterkever is afhankelijk van die zoute waters om te kunnen voortbestaan. Omdat deze gebieden zeldzaam zijn, zijn er niet heel veel van deze kevers te vinden.
De kever komt bij uitzondering ook voor in België.